# مارول (بازیکن فوتبال)
مارولوس آنتولین گارزون که با نام مارول (انگلیسی: Marvel شناخته می‌شود؛ زادهٔ ۷ ژانویهٔ ۲۰۰۳) بازیکن فوتبال است.
مارول در مراکش به دنیا آمده‌است اما
در تیم ملی فوتبال زیر ۱۹ سال اسپانیا بازی کرده‌است.